# 워프 레코즈
흔히 워프 레코즈(Warp Records)로 불리는 워프(Warp)는 영국의 독립 레코드 레이블로 1989년 셰필드에서 창립되었다. 일렉트로닉 음악쪽에 집중되어 있다.
워프는 스티브 베켓(Steve Beckett)과 셰필드 FON 레코드샵에서 함께 일한 경험이 있는 롭 미첼(Rob Mitchell), 로버트 고든(Robert Gordon)에 의해 창립되었다. '워프'의 본래 이름은 '워프드(Warped)'였는데, 전화 상으로 발음을 구별하기 힘들어서 이렇게 정해지게 되었다. 설립 후 워프는 일렉트로닉 음악 씬에서 영향력 있는 뮤지션들에게 자리를 제공해 주고 있다.

## 역사

### 1989-1995
첫 발매(WAP1)는 포지마스터스(로버트 고든이 프로듀싱 했다.)의 앨범으로, "Track with no Name" 500부가 생산되었고 기업 허가 정책을 통해 자금 지원을 받았으며 임대차에서 유통되었다.

## 지난 혹은 현재 음악가들
- Africa Hitech
- Alexander's Annexe
- Anti-Pop Consortium
- Aphex Twin
- Autechre
- B12
- Babe Rainbow
- Baledo
- Battles
- Beans
- 비비오
- Black Dog Productions
- 보즈 오브 캐나다
- Born Ruffians
- 타욘데이 브랙스톤
- 브라이언 이노
- Broadcast
- Brothomstates
- CANT
- Clark
- Christoph Andersson
- Coco, Steel and Lovebomb
- Richard Devine
- Darkstar
- DJ 무자바
- Diamond Watch Wrists
- Disjecta
- DRC Music
- Drexciya
- 지미 에드가
- Eskmo
- F.U.S.E. (Richie Hawtin)
- 플라잉 로터스
- Forgemasters
- 퓨쳐 브라운
- 갱 갱 댄스
- General
- Gonjasufi
- Gravenhurst
- 그리즐리 베어
- Russell Haswell
- Home Video
- Hudson Mohawke
- The Hundred in the Hands
- Ishq
- Jackson and his Computer Band
- Jeremiah Jae
- John Callaghan
- Richard H. Kirk
- K-Hand
- Kenny Larkin
- Kwes.
- Leila
- LFO
- Jamie Lidell
- Lonelady
- Mark Pritchard / Harmonic 313
- Maxïmo Park
- Mira Calix
- Chris Morris
- 마운트 킴비
- Nice Nice
- Nightmares on Wax
- Oneohtrix Point Never
- patten[4]
- PVT
- Plaid
- Plone
- Prefuse 73 / Savath and Savalas (Scott Herren)
- Red Snapper
- Req
- 러스티
- Sabres of Paradise
- Jake Slazenger
- Seefeel
- Speedy J
- Sote
- Squarepusher
- Sweet Exorcist
- Jimi Tenor
- Tim Exile
- TNGHT
- Tricky Disco
- Tuff Little Unit
- Two Lone Swordsmen
- Luke Vibert
- V.L.A.D.
- Vincent Gallo
- YVES TUMOR

## 같이 보기
- 인텔리전트 댄스 뮤직